# Nethinius testaceus
Nethinius testaceus là một loài bọ cánh cứng trong họ Cerambycidae.